# 等時曲線

トートクロンカーブを表すオブジェクト

サイクロイド曲線を異なる地点から出発して滑り降りる4つの質点は同時に最下点へ到達する。青い矢印は曲線に沿った質点の加速度を示す。右上には時間-位置グラフを示す。

等時曲線（とうじきょくせん）または等時降下曲線（とうじこうかきょくせん）とは、物体が一様重力場の下でその曲線に沿って摩擦なく滑り降りるとき、最下点に達するまでの時間が出発点に依存しなくなるような曲線をいう。英語では tautochrone または isochrone curve（ギリシャ語の接頭辞 tauto- 「同じ」、 iso-「等しい」、chrono-「時間の」から）と呼ばれる。この曲線はサイクロイドであり、また降下時間はサイクロイドの動円の半径を重力加速度で除したものの平方根に π を乗じたものとなる。また、等時曲線は全ての出発点について最速降下曲線と同一である。

## 等時曲線問題
等時曲線問題とは、等時曲線がどのような曲線であるかを同定する問題である。この問題は1659年にクリスティアーン・ホイヘンスによって解かれた。彼は1673年初出の自著 Horologium Oscillatorium 中で、等時曲線がサイクロイドであることを幾何学的に証明している。
軸を鉛直とし、頂点を最下点としたサイクロイドの降下時間、すなわち物体が最下点に到達するまでの時間は、サイクロイド上のどの点から出発したとしても互いに等しい...
ホイヘンスは同時に、降下時間は物体がサイクロイドの動円半径と等しい距離を自由落下するのにかかる時間に π/2 を乗じたものに等しいことを証明した。現代的記法を用いれば、降下時間は r を動円半径、g を重力加速度として π√r/g と表わされる。

振幅の異なる5つの等時サイクロイド振り子

その後、この解は最速降下曲線問題への取り組みに活用された。 ヤコブ・ベルヌーイは最速降下曲線問題を解析学を用いて解き、初めて積分の用語が用いられた論文 (Acta Eruditorum, 1690) において発表した。

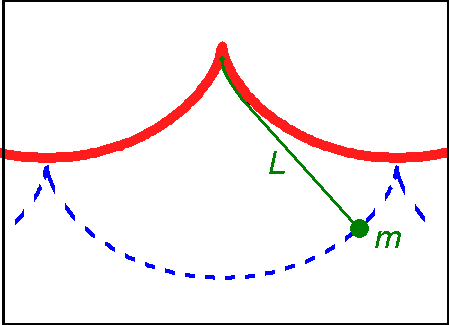
サイクロイド振り子の図

ホイヘンスが等時曲線問題を詳しく研究する過程で、円軌道を描く振り子は厳密には等時性をもっておらず、したがって当時の振り子時計は振幅によって異なる時間を刻むことが明らかになった。正しい軌道を得たホイヘンスは、おもりを糸で吊し、糸の最上点の傍に障害物を設置しておもりに等時曲線を描かせることを試みた。これらの試みは多くの理由から実用的でなかった。まず、糸が曲がることにより摩擦が生じる。さらに、等時曲線から外れることよりも大きな誤差要因はいくつもあり、あまり改善に役立たない。その上、振り子の「円軌道誤差」は振幅が小さくなるにつれて減少するため、脱進機の改善によりこの誤差は大きく低減できる。
その後、ジョゼフ＝ルイ・ラグランジュとレオンハルト・オイラーがこの問題を解析的に解いた。

## ラグランジュの解
質点の位置を最下点からの弧長 s(t) を媒介変数として表示すると、 運動エネルギーは 2 に比例する。ポテンシャルエネルギーは高さ y(s) に比例する。曲線が等時曲線となるのは、ラグランジアンが単純調和振動子のものとなる条件、すなわち、高さが弧長の2乗に等しい時である。長さの単位を比例係数を1となるようにとると
{\displaystyle y(s)=s^{2}}
と書ける。この関係を微分形式で書き下し、媒介変数を消去すると以下を得る。
{\displaystyle \mathrm {d} y=2s\,\mathrm {d} s}
{\displaystyle \mathrm {d} y^{2}=4s^{2}\,\mathrm {d} s^{2}=4y\,(\mathrm {d} x^{2}+\mathrm {d} y^{2})}
これを解くため、 x を y で積分する。
{\displaystyle {\mathrm {d} x \over \mathrm {d} y}={{\sqrt {1-4y}} \over 2{\sqrt {y}}}}
{\displaystyle x=\int {\sqrt {1-4u^{2}}}\,\mathrm {d} u}
ここで、 {\displaystyle u={\sqrt {y}}} と置いた。この積分は円よりも下の面積であり、三角形と扇形に切り分けられる。
{\displaystyle x={\frac {1}{2}}u{\sqrt {1-4u^{2}}}+{\frac {1}{4}}\arcsin 2u}
{\displaystyle y=u^{2}}
これが見慣れない媒介変数表示のサイクロイドであることを示すため、θ = arcsin 2u と置いて代数的に整理すると以下を得る。
{\displaystyle 8x=2\sin \theta \cos \theta +2\theta =\sin 2\theta +2\theta }
{\displaystyle 8y=2\sin ^{2}\theta =1-\cos 2\theta }
これは、係数を除いてサイクロイド曲線の通常の媒介変数表示となっている。

## 「仮想重力」解
等時曲線問題の最も単純な解は、傾斜角とその傾斜角で質点が感じる重力の関係式を直接書き下すものである。傾斜角 90° の鉛直線上の質点は重力の影響を完全に受け、水平線上の質点は重力の影響を全く受けない。中間の傾斜角では質点の感じる「仮想重力」 g sin θ を受けると考えることができる。まず、望ましい振る舞いを産み出す「仮想重力」はどんなものかを調べる。
等時降下を実現するのに必要な「仮想重力」は、残りの距離に単純に比例するものであるから、以下を得る。
{\displaystyle {\frac {\mathrm {d} ^{2}s}{{\mathrm {d} t}^{2}}}=-k^{2}s}
{\displaystyle s=A\cos kt}
下式が上の微分方程式の解になっていることは容易に確かめられる。また、どんな高さ A からも時間 π/(2k) で s = 0 に達することも明らかである。問題は、このような「仮想重力」を産み出す曲線をつきとめることに帰着する。
{\displaystyle g\sin \theta =-k^{2}s\,}
残り距離を明示的に表現するのは困難だが、微分することにより問題を単純化できる。
{\displaystyle g\cos \theta \,\mathrm {d} \theta =-k^{2}\,\mathrm {d} s}
{\displaystyle \mathrm {d} s=-{\frac {g}{k^{2}}}\cos \theta \,\mathrm {d} \theta }
この方程式は曲線の傾斜角の変化と曲線に沿った距離の変化とを関係づけている。ここでピタゴラスの定理と曲線の傾斜は傾斜角の正接に等しいことおよび三角恒等式をいくつか用いると、ds を dx を用いて表現することができる。
{\displaystyle {\begin{aligned}\mathrm {d} s^{2}&=\mathrm {d} x^{2}+\mathrm {d} y^{2}\\\ &=\left(1+\left({\frac {\mathrm {d} y}{\mathrm {d} x}}\right)^{2}\right)\,\mathrm {d} x^{2}\\\ &=(1+\tan ^{2}\theta )\,\mathrm {d} x^{2}\\\ &=\sec ^{2}\theta \,\mathrm {d} x^{2}\\\mathrm {d} s&=\sec \theta \,\mathrm {d} x\end{aligned}}}
これに最初の微分方程式を代入すると、x を θ について解くことができる。
{\displaystyle {\begin{aligned}\mathrm {d} s&=-{\frac {g}{k^{2}}}\cos \theta \,\mathrm {d} \theta \\\sec \theta \,\mathrm {d} x&=-{\frac {g}{k^{2}}}\cos \theta \,\mathrm {d} \theta \\\mathrm {d} x&=-{\frac {g}{k^{2}}}\cos ^{2}\theta \,\mathrm {d} \theta \\&=-{\frac {g}{2k^{2}}}\left(\cos 2\theta +1\right)\,\mathrm {d} \theta \\x&=-{\frac {g}{4k^{2}}}\left(\sin 2\theta +2\theta \right)+C_{x}\end{aligned}}}
同様に、dx を dy で表わし、y を θ について解くことができる。
{\displaystyle {\begin{aligned}{\frac {\mathrm {d} y}{\mathrm {d} x}}&=\tan \theta \\\mathrm {d} x&=\cot \theta \,\mathrm {d} y\\\cot \theta \mathrm {d} y&=-{\frac {g}{k^{2}}}\cos ^{2}\theta \,\mathrm {d} \theta \\\mathrm {d} y&=-{\frac {g}{k^{2}}}\sin \theta \cos \theta \,\mathrm {d} \theta \\&=-{\frac {g}{2k^{2}}}\sin 2\theta \,\mathrm {d} \theta \\y&={\frac {g}{4k^{2}}}\cos 2\theta +C_{y}\end{aligned}}}
φ = −2θ および r = g/4k2 を代入すると、これら x および y についての方程式は水平線を転がる円上の一点の軌跡、すなわちサイクロイドであることがわかる。
{\displaystyle {\begin{aligned}x&=r(\sin \phi +\phi )+C_{x}\\y&=r(\cos \phi )+C_{y}\end{aligned}}}
k を解き、降下時間が T = π/2k であることを用いると、降下時間を動円半径 r で表わすことができる。
{\displaystyle {\begin{aligned}r&={\frac {g}{4k^{2}}}\\k&={\frac {1}{2}}{\sqrt {\frac {g}{r}}}\\T&=\pi {\sqrt {\frac {r}{g}}}\end{aligned}}}
（おおよそ Proctor (1878, pp. 135&#x2013, 139) に基く）

## アーベルの解
ニールス・アーベルは一般化された等時曲線問題（アーベルの力学問題）、すなわちある関数 T(y) が与えられたとき、ある点からの総降下時間がこの関数となるような曲線を求める問題に取り組んだ。等時曲線問題は、アーベルの力学問題において T(y) が定数関数である特殊例に相当する。
アーベルの解は、エネルギー保存の原理を基礎とする。質点は摩擦を受けないので熱として失われるエネルギーはなく、運動エネルギーと位置エネルギーの和はつねに出発点における位置エネルギーに等しい。運動エネルギーは 1/2mv2 と表わされ、質点は曲線に沿って動くよう拘束されているので、その速さは単純に ds/dt と書ける。ここで s は曲線に沿って測った距離である。同様に、初期高さ y0 から高さ y まで落ちたときの重力による位置エネルギーの増加は mg(y0 − y) であるから、以下を得る。
{\displaystyle {\begin{aligned}{\frac {1}{2}}m\left({\frac {\mathrm {d} s}{\mathrm {d} t}}\right)^{2}&=mg(y_{0}-y)\\{\frac {\mathrm {d} s}{\mathrm {d} t}}&=\pm {\sqrt {2g(y_{0}-y)}}\\\mathrm {d} t&=\pm {\frac {\mathrm {d} s}{\sqrt {2g(y_{0}-y)}}}\\\mathrm {d} t&=-{\frac {1}{\sqrt {2g(y_{0}-y)}}}{\frac {\mathrm {d} s}{\mathrm {d} y}}\,\mathrm {d} y\end{aligned}}}
最後の等式において、曲線に沿った残り距離は単調減少し（よって複号は負）、また高さの関数として表わせる (s(y)) ことを仮定してある。さらに、連鎖律 {\displaystyle \mathrm {d} s={\frac {\mathrm {d} s}{\mathrm {d} y}}\mathrm {d} y} を用いた。
ここで、y = y0 から y = 0 まで積分し、総降下時間を求めると以下を得る。
{\displaystyle T(y_{0})=\int _{y=y_{0}}^{y=0}\,\mathrm {d} t={\frac {1}{\sqrt {2g}}}\int _{0}^{y_{0}}{\frac {1}{\sqrt {y_{0}-y}}}{\frac {\mathrm {d} s}{\mathrm {d} y}}\,\mathrm {d} y}
これをアーベルの積分方程式と呼ぶ。これにより、曲線が与えられれば（かつ ds/dy が計算できるならば）総降下時間を計算することができる。しかし、アーベルの力学問題では逆に、T(y0) が与えられたときに ds/dy を得たい。これもこの式から得ることができる。そのために、右辺を ds/dy と 1/√y の畳み込みとみなし、両辺をラプラス変換する。
{\displaystyle {\mathcal {L}}[T(y_{0})]={\frac {1}{\sqrt {2g}}}{\mathcal {L}}\left[{\frac {1}{\sqrt {y}}}\right]{\mathcal {L}}\left[{\frac {\mathrm {d} s}{\mathrm {d} y}}\right]}
{\displaystyle {\mathcal {L}}\left[{\frac {1}{\sqrt {y}}}\right]={\sqrt {\pi }}z^{-{\frac {1}{2}}}} であるから、ds/dy のラプラス変換は T(y0) のラプラス変換を用いて次のように書ける。
{\displaystyle {\mathcal {L}}\left[{\frac {\mathrm {d} s}{\mathrm {d} y}}\right]={\sqrt {\frac {2g}{\pi }}}z^{\frac {1}{2}}{\mathcal {L}}[T(y_{0})]}
一般の T(y0) について言えることはここまでである。ひとたび T(y0) が与えられれば、そのラプラス変換が計算でき、 ds/dy のラプラス変換を得ることができ、逆変換を施すことにより ds/dy が得られる。
等時曲線問題では、T(y0) = T0 が定数関数である。1 のラプラス変換は 1/z であるから、次を得る。
{\displaystyle {\begin{aligned}{\mathcal {L}}\left[{\frac {\mathrm {d} s}{\mathrm {d} y}}\right]&={\sqrt {\frac {2g}{\pi }}}z^{\frac {1}{2}}{\mathcal {L}}[T_{0}]\\&={\sqrt {\frac {2g}{\pi }}}T_{0}z^{-{\frac {1}{2}}}\end{aligned}}}
上述のラプラス変換を逆に利用することにより、次の結論を得る。
{\displaystyle {\frac {\mathrm {d} s}{\mathrm {d} y}}=T_{0}{\frac {\sqrt {2g}}{\pi }}{\frac {1}{\sqrt {y}}}}
サイクロイドがこの式に従うことは示すことができる。
(Simmons 1972, Section 54)